# HD 9742
HD 9742，又名CD-32 613，SAO 193188、HR 453，是一颗恒星，视星等为6.12，位于銀經242.3，銀緯-79.43，其B1900.0坐标为赤經1h 30m 16.9s，赤緯-32° -79.43′ 12″。